# Trogenau

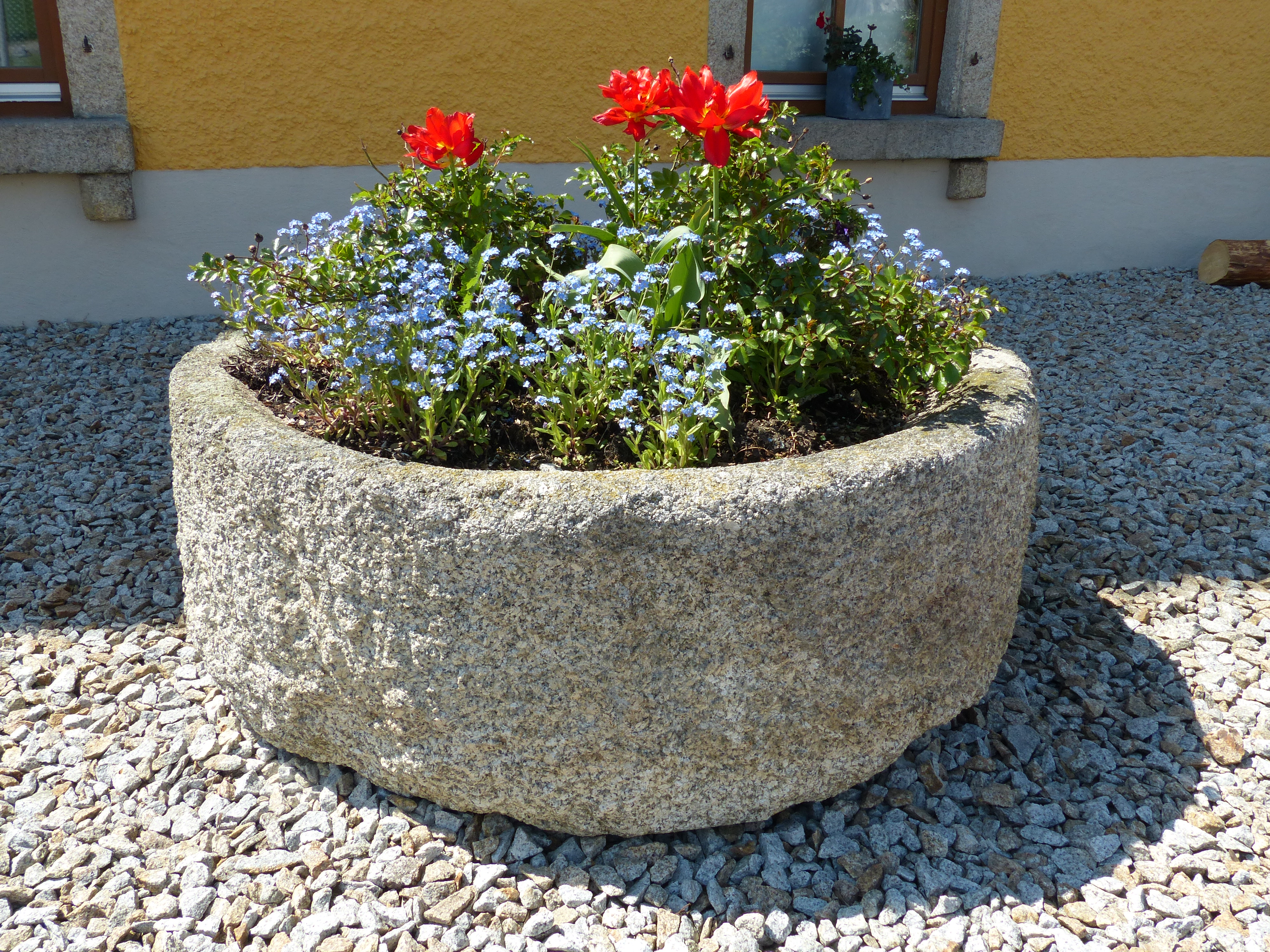
Geschmückter Pechstein

Trogenau ist ein Gemeindeteil der Gemeinde Regnitzlosau im Landkreis Hof (Oberfranken, Bayern). Trogenau liegt in der Gemarkung Vierschau.

## Geografie
Das Dorf liegt auf freier Flur am Holzlohbach, einem rechten Zufluss der Südlichen Regnitz. Im Nordwesten befindet sich in einem Waldgebiet der Windpark Fasanerie. Außerdem gibt es dort einen ehemaligen Kohlenkalkbruch, der als Geotop ausgezeichnet ist. Gemeindeverbindungsstraßen führen zur Staatsstraße 2453 (0,5 km östlich), die St 2453 kreuzend nach Regnitzlosau (1,4 km südlich) und die St 2453 kreuzend nach Hohenvierschau zur Staatsstraße 2192 (1,6 km südwestlich).

## Geschichte
Der Ort wurde im Jahre 1234 erstmals als „Drogenauwe“ urkundlich erwähnt. Zusammen mit Höfen in Gattendorf wurde Trogenau dem Kloster Himmelkron überlassen. Nachdem der Ort von den Vögten von Weida regiert worden war, kam er 1435 unter die Herrschaft der Wettiner Sachsen. 1524 gaben die Kursachsen die Herrschaft über Trogenau und Nentschau an das Markgraftum Brandenburg-Kulmbach ab. Seitdem verläuft nördlich des Ortes die Grenze zu Sachsen.
Um Trogenau gibt es Spuren von Bergbauaktivitäten, die bis in das Jahr 1473 urkundlich nachweisbar sind. Die sächsischen Fürsten und die Markgrafen schlossen einen Teilungsvertrag über die gewonnenen Edelmetalle. Im 18. Jahrhundert wurden einige Gruben wieder geöffnet. Im Bergkalk wurden Anthracit (Steinkohle) und Anthrakonit (Calcit) abgebaut, nach Malter im Schiefer Brauneisenstein. Von naturwissenschaftlichem Interesse sind Koralleneinschlüsse im Schalstein.
Gegen Ende des 18. Jahrhunderts bestand Trogenau aus 21 Anwesen und einer Wehrzollstätte. Die Hochgerichtsbarkeit sowie die Dorf- und Gemeindeherrschaft hatte das bayreuthische Stadtvogteiamt Hof. Grundherren waren das Kastenamt Hof (7 Anwesen), das Stiftskastenamt Himmelkron (3 Anwesen), die Herren von Reitzenstein zu Gattendorf, (2 Anwesen) die Herren von Reitzenstein zu Regnitzlosau (2 Anwesen) und die Herren von Brüningk (7 Anwesen).
Von 1797 bis 1810 unterstand Trogenau dem Justiz- und Kammeramt Hof. Infolge des Ersten Gemeindeedikts wurde Grund dem 1812 gebildeten Steuerdistrikt Gattendorf und der zugleich entstandenen die Ruralgemeinde Vierschau zugewiesen.
1846 bauten Nentschau und Trogenau zusammen ein Schulhaus auf halbem Wege zwischen den Ortschaften, 1901 wurde es aufgestockt.
Im Zuge der Gebietsreform in Bayern wurde Trogenau am 1. Juli 1972 nach Regnitzlosau eingemeindet.

### Baudenkmäler
- Granitener Pechstein am östlichen Ortseingang[11]

### Einwohnerentwicklung
| Jahr      | 1799  | 1819  | 1861   | 1871   | 1885   | 1900   | 1925   | 1950   | 1961   | 1970   | 1987  |
| Einwohner | 103   | 101   | 135    | 149    | 157    | 152    | 124    | 118    | 113    | 111    | 77    |
| Häuser    | 21    |       |        |        | 20     | 22     | 18     | 18     | 19     |        | 22    |
| Quelle    | [ 7 ] | [ 8 ] | [ 13 ] | [ 14 ] | [ 15 ] | [ 16 ] | [ 17 ] | [ 18 ] | [ 19 ] | [ 20 ] | [ 1 ] |

## Religion
Trogenau ist seit 1390 nach St. Aegidien (Regnitzlosau) gepfarrt und seit der Reformation evangelisch-lutherisch geprägt.

## Trivia
Überregionale Bekanntheit erlangte der Ort, nachdem ein Einwohner bei der RTL-Doku-Soap Bauer sucht Frau in der dritten Staffel teilgenommen hatte.